# Ано Доліана
Ано Доліана (Ano означає "верхній", грец. Άνω Δολιανά, грецька вимова: [ano ðolianaː]) або просто Доліана — кам'яне гірське село в муніципалітеті Північна Киноурія, на сході Аркадії, Греція.  Станом на 2011 рік він мав 90 жителів. Це захищене традиційне поселення.

## Локація

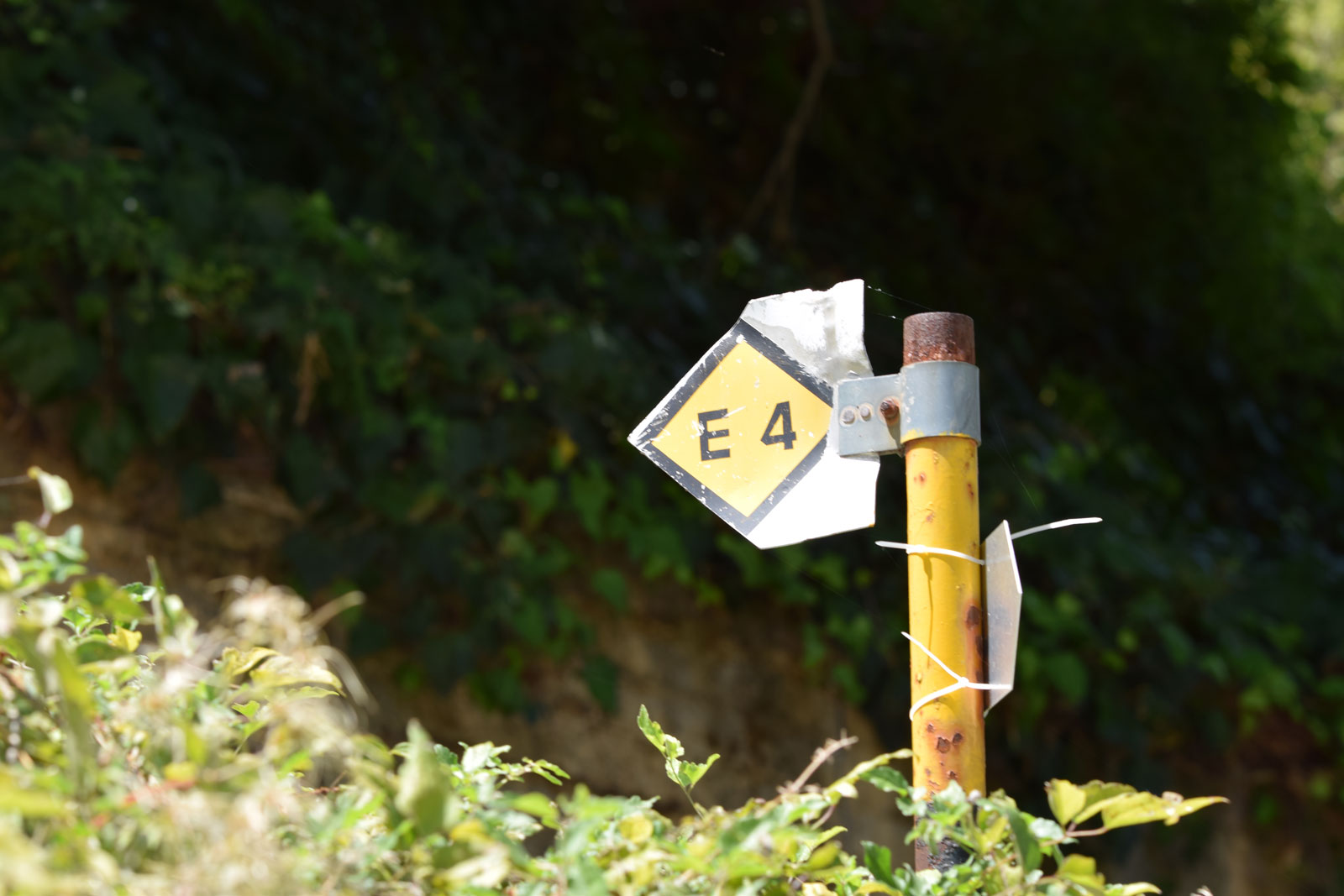
Знак європейського шляху E4 в Ано Доліана

Поселення розташоване на південній околиці Трипольської рівнини. Воно простягається на висоті від 950 до 1050 метрів, побудоване амфітеатром на північних схилах гори Парнон, заповнене ялицями, каштанами, платанами та вишневими деревами, оточене струмками та невеликими водоспадами. Село розташоване на двох околицях і виходить на плато Триполі, а візуальний горизонт досягає гір Майнало, Артемісіо, Гельмос і Ерімантос.
Європейська міжміська дорога E4 перетинає Ано Доліану, що робить його ідеальним місцем для піших прогулянок.